# Hiero (Flugmotor)

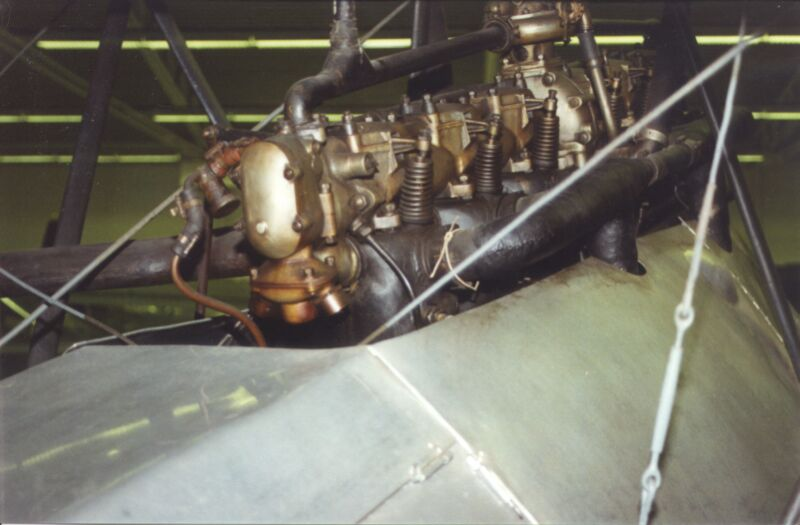
Hiero-Motor eines Jagdflugzeugs Phoenix J.1 in einem schwedischen Museum

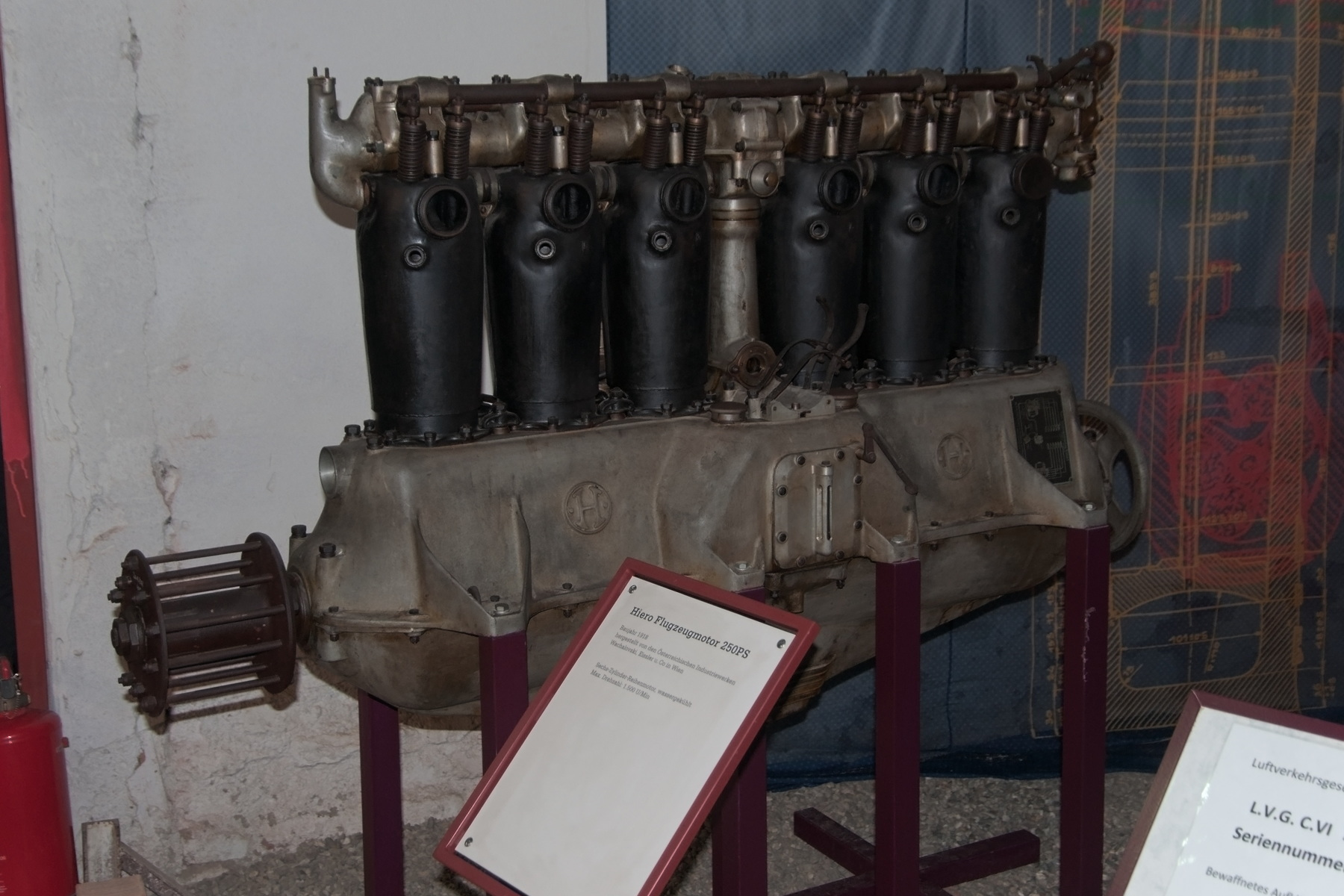
Hiero N

Hiero ist die Bezeichnung einer Serie von stehenden flüssigkeitsgekühlten Flugmotoren aus dem früheren Österreich-Ungarn, die ab 1908 vom damals bekannten Rennfahrer Otto Hieronimus konstruiert wurden. Die ersten Versionen von 1911 bis 1914 waren in Serie gefertigte Vierzylinder-Reihenmotoren, die nur begrenzte militärische Anwendung fanden. Die nachfolgenden größeren Reihen-Sechszylinder, die ab 1915 im Ersten Weltkrieg in diversen Flugzeugtypen der k.u.k. Luftfahrtruppen zum Einsatz kamen, waren entwurfstechnisch vom einige Jahre zuvor erschienenen hoch angesehenen Austro-Daimler Typ 6 (AD6) beeinflusst, besaßen jedoch mehr Leistung und bewährten sich ebenfalls. Nach dem Krieg wurden diese Triebwerke in der Tschechoslowakei als einem der Nachfolgestaaten der in Auflösung befindlichen Donaumonarchie in den beiden späten Ausführungen L und N noch einige Jahre gebaut. In der neu gegründeten Republik Österreich wurde nach 1918 für einige Jahre nur noch der neue kleine Zweizylinder-Hiero Typ T hergestellt, der jedoch für Kleinflugzeuge vorgesehen war und mit den großen Sechszylindern nichts mehr gemein hatte.
In der Literatur findet sich zum Teil auch die vom Namen des Konstrukteurs übernommene (allerdings nicht korrekte) Namensbezeichnung Hieronimus oder Hieroymus. Des Weiteren werden die Vierzylinder-Versionen manchmal auch als Hiero 4 sowie die Sechszylinder als Hiero 6 zitiert.

## Geschichte

### Die Anfänge
Die Hiero genannten Flugmotoren wurden von Otto Hieronimus entworfen, einem in den frühen Jahren des 20. Jahrhunderts berühmten österreichischen Automobilrennfahrer, der für seinen Aeroplanmotor die ersten fünf Buchstaben seines Familiennamens als Markenbezeichnung wählte. Hieronimus, der sich auch für die Luftfahrt interessierte, jedoch niemals selbst das Fliegen erlernte, war davon überzeugt, mit seinen Kenntnissen und Erfahrungen als Rennfahrer bzw. Mechaniker auch einen speziell entwickelten Flugzeugmotor konstruieren zu können. Damit wollte er die meist in der Leistung unzureichenden sowie oftmals noch störungsanfälligen zeitgenössischen Triebwerke ersetzen, die fast immer von Kraftfahrzeug- bzw. Automobilmotoren abgeleitet waren. Mit dieser Idee gehörte Hieronimus zu den Pionieren des Flugmotorenbaus im eigentlichen Sinne des Zwecks und avancierte mit seiner Arbeit zum Konstrukteur. Da Hieronimus zwar über Kapital sowie Rückendeckung aus Politik und Militär, jedoch nicht über eigene Werksanlagen verfügte, um entsprechende Motoren konstruieren sowie erproben zu können, sah er sich in seiner Heimat – dem damaligen Österreich-Ungarn – nach einem Partner-Unternehmen um, bei dem er dann sogleich mit den Entwurfsarbeiten für seine „Aeroplanmotoren“ beginnen konnte.

### Hiero Vierzylinder
Seine erste Konstruktion waren speziell für den Einsatz in Flugzeugen vorgesehene stehende flüssigkeitsgekühlte Vierzylinder-Reihenmotoren, die er ab 1908 beim damals österreichischen Automobilhersteller Laurin & Klement (später in den 1920er-Jahren in den Škoda-Werken aufgegangen) in Mladá Boleslav zu entwickeln begonnen und nach seinem Wechsel zu Werner & Pfleiderer in Ottakring, dem 16. Wiener Gemeindebezirk im Jahre 1910 zur Serienreife gebracht hatte. Die Serienfertigung der Hiero-Vierzylinder begann indes im Jahre 1911 bei Werner & Pfleiderer, womit Hieronimus ab jenem Jahr den weltweit zweiten in Serie gefertigten Flugmotor herstellte. Die entsprechenden Flugmotoren wurden dabei stets unter dem Namen „Hiero“ gebaut und vertrieben, ohne die eigentliche Herstellerfirma zu erwähnen, obwohl Hieronimus lediglich der Konstrukteur war und niemals eigene Produktionsanlagen besaß, um seine Triebwerke selbst herzustellen.

### Hiero Sechszylinder
Zur selben Zeit, als er noch die erste Motorversion mit vier Zylindern entwickelte, kam der Wunsch nach größeren und leistungsstärkeren Flugmotoren auf. Nicht zuletzt auf Anregung durch die seit 1909 mit den ersten eigenen Flugzeugen aktiven k.u.k. Luftfahrtruppen Österreich-Ungarns, baute Otto Hieronimus zwischen den Jahren 1910 und 1913 einen entsprechend größeren und stärkeren Motor und damit seinen ersten flüssigkeitsgekühlten Sechszylinder-Reihenmotor mit der Bezeichnung Hiero E. Dieser war zum Teil von den früheren Reihen-Vierzylindern abgeleitet, jedoch entwurfstechnisch vom damals etwa zeitgleich durch den bereits damals bekannten Ingenieur Ferdinand Porsche konstruierten und später hoch angesehenen Austro-Daimler Aeroplanmotor Typ 6 beeinflusst. Der Austro-Daimler war der weltweit erste ab 1910 in Serie gefertigte Flugmotor und von Anbeginn als solcher entwickelt worden. Im Gegensatz zu letzterem verfügte der neue Hiero allerdings von Beginn an über etwas mehr Leistung, was ihn für die k.u.k. Luftfahrtruppen sofort interessant machte. Otto Hieronimus gehörte mit seinem neuen Flugmotor gewissermaßen zu den Nachahmern des Austro-Daimler 6, der auch andere namhafte Hersteller im Ausland dazu inspirierte, später ganz ähnliche Flugmotoren zu entwerfen und herzustellen, darunter Mercedes und Benz im Deutschen Reich sowie Beardmore in Großbritannien. Der Sechszylinder-Hiero wurde daraufhin ab 1914 von der Firma Werner & Pfleiderer in Wien (jener Firma, bei der Hieronimus bereits seine Vierzylinder fertigstellte und baute) in Großserie gefertigt.
Gleichzeitig endete im selben Jahr die Produktion der bisherigen Reihenvierzylinder, die mittlerweile leistungsmäßig nicht mehr auf der Höhe der Zeit waren und daher auch nicht zuletzt aufgrund der sich wegen des tödlichen Attentats von Sarajevo auf den österreichisch-ungarischen Thronfolger Erzherzog Franz Ferdinand und seiner Gemahlin Sophie im Juni 1914 dramatisch verschlechternden politischen Situation (die bald zu einem großen Krieg führen sollte) auch nicht mehr als Antriebsquelle von Militärflugzeugen im Betracht kamen.

### Erster Weltkrieg (1914–1918)

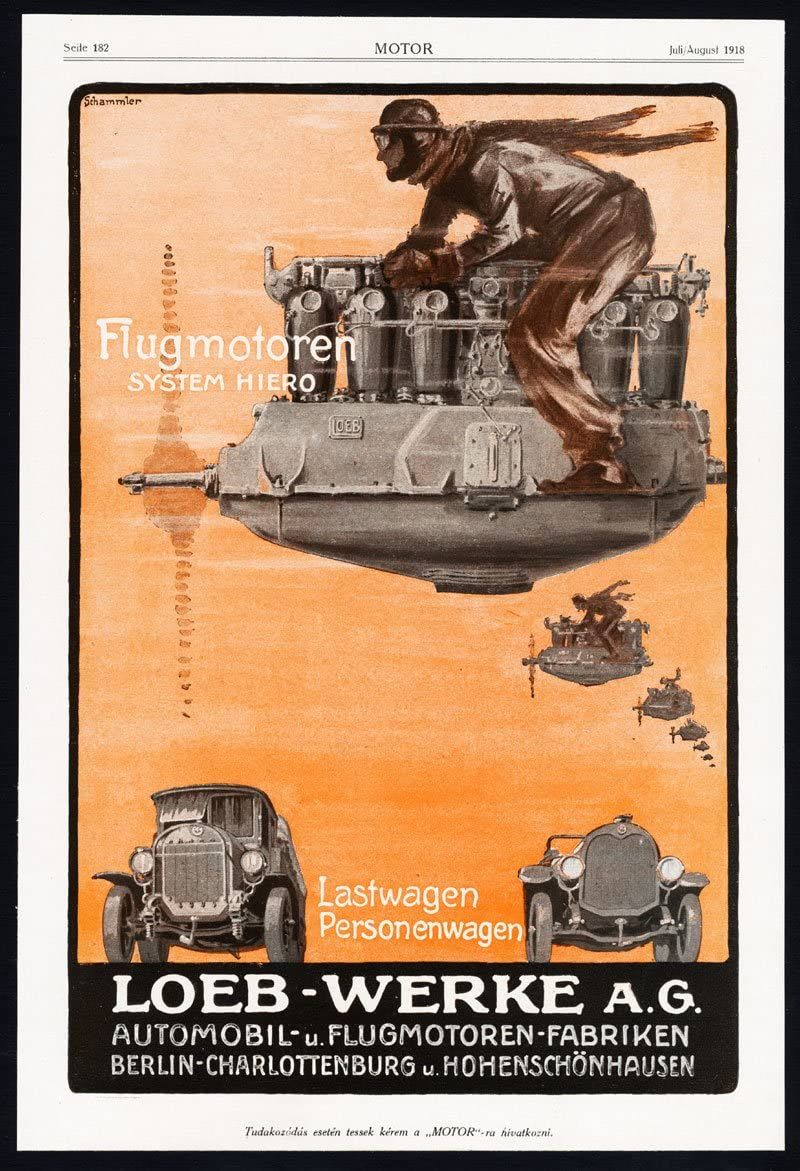
„Flugmotoren System Hiero“, Werbegrafik von Max Schammler für die Loeb-Werke in der Zeitschrift Motor, Jahrgang 1918 (Ausgabe Juli/August)

In der Folge trieben ab Anfang 1915 die Hiero-Sechszylinder wie auch die Austro-Daimler 6 – letzterer im Laufe seiner Produktionszeit in zahlreichen verschiedenen Leistungsstufen – diverse österreichisch-ungarische Militärflugzeugtypen des Ersten Weltkriegs an. Allerdings waren die Kapazitäten von Werner & Pfleiderer in Wien schon bald nicht mehr ausreichend, um die enorme kriegsbedingte Nachfrage zu decken, so dass der Hiero unter anderem auch in Ungarn bei der Firma „Martha“ in Arad (heute in Rumänien) und bei „Ganz-Fiat“ in Budapest in Lizenz hergestellt wurde. Im Landesteil Österreich selbst kamen als zusätzliche Hersteller „Warchalowski, Eißler & Co.“ in Wien und „Breitfeld-Daněk“ (später in ČKD aufgegangen) in Prag hinzu. Ab 1917 wurde der Hiero aufgrund weiter steigender Nachfrage sogar im Deutschen Reich bei der Automobilfabrik „Loeb & Co. GmbH“ in Berlin-Charlottenburg in Lizenz hergestellt. Die Hiero-Motoren wurden unter dem Druck des Krieges sowie aufgrund kontinuierlicher Weiterentwicklung zwei Mal leistungsgesteigert, wobei sie stets leistungsfähiger als der vergleichbare Austro-Daimler 6 waren und als mindestens ebenso zuverlässig angesehen wurden. 
Der Hiero E, die erste Version dieser Reihen-Sechszylinder ab 1915, besaß die typischen Merkmale eines entsprechenden Motors mit senkrecht angeordneten stehenden Zylindern wie Kurbelgehäuse aus Aluminium, angeschraubte Zylinder aus Gusseisen, zwei Ventile pro Zylinder (je eines für Ein- und für Auslass), die über Stoßstangen und Kipphebel betätigt wurden, sowie Doppelzündung mit zwei Bosch-Zündmagneten.
Eine Besonderheit war jedoch die Ventilsteuerung und damit das Vorhandensein von zwei Nockenwellen, eine links seitlich zur Kurbelwelle von dieser im Kurbelgehäuse über Kegelräder angetrieben, die die Auslassventile über Stoßstangen und Kipphebel betätigte (OHV), sowie eine obenliegende über eine Königswelle angetriebene Nockenwelle, die über kurze Stößel die Einlassventile direkt betätigte (OHC). Ein charakteristisches Erkennungsmerkmal der Hiero-Motoren war im Vergleich zu anderen OHV- und/oder OHC-Reihenmotoren der Mittelmächte als auch der Alliierten die Anordnung der Einlassseite rechts sowie der Auslassseite links – eine Konfiguration die eindeutig auf zeitgenössische Motoren aus dem Automobilrennsport zurückging.
Der Hiero E von 1915 leistete bei einem Hubverhältnis von 135 / 180 mm maximal 200 PS (147 kW) bei 1400 min−1, mit einem Trockengewicht von 316 kg war er jedoch etwas schwerer als der vergleichbare Austro-Daimler 6 (in jenem Jahr 160 PS (117,68 kW) bei 1300 min−1 und einem Gewicht von 262 kg).
Der Hiero L, der im Jahre 1916 erschien, verfügte bei gleichem Hubverhältnis und damit Hubraum über eine unwesentlich höhere Leistung von 205 PS (149 kW) bei 1400 min−1, hatte dafür jedoch eine größere Volldruckhöhe und damit eine um einiges verbesserte Höhenleistung.
Der Hiero N, ab 1917 in der Serienfertigung und auch im Deutschen Reich gebaut, leistete bei einem weiterhin exakt gleichen Hubverhältnis aufgrund diverser Verfeinerungen maximal 230 PS (169 kW) bei 1500 min−1 und war vor allem für die neueren besonders schnellen Phönix-Jagdflugzeuge vorgesehen.
Während des Ersten Weltkriegs wurden Hiero Sechszylinder-Motoren sowohl in Aufklärungsflugzeuge wie die Phönix C.I als auch in Jagdflugzeuge eingebaut, darunter auch die neuesten Typen Österreich-Ungarns wie Phönix D.I, D.II sowie D.III. Die Triebwerke bewährten sich in der Folge ausgezeichnet und wurden von den Piloten für ihre Leistungsstärke wie auch Zuverlässigkeit außerordentlich geschätzt. Die Produktion lief sowohl in beiden Landesteilen von Österreich-Ungarn als auch im Deutschen Reich weiter bis Kriegsende Mitte November 1918.

### Hiero Sechszylinder nach 1918

#### Tschechoslowakei
Nach dem Krieg und der darauf folgenden Auflösung des Vielvölkerstaats Österreich-Ungarn wurden die hoch angesehenen Hiero-Motoren, nachdem ihre Produktion im Jahre 1919 in Österreich, Ungarn und Deutschland von den Alliierten untersagt worden war, bei Breitfeld-Daněk (während des Krieges einer der Hersteller mit entsprechender Lizenz) in der nunmehr neu gegründeten Tschechoslowakei (die von den Alliierten unterstützt wurde und der keinerlei Beschränkungen auferlegt waren) in den letzten Ausführungen L und N noch einige Jahre weitergebaut. Diese nunmehr Breitfeld & Danek Hiero genannten Motoren trieben daraufhin eine Anzahl früher Avia- und Letov-Flugzeuge an und gingen in begrenzter Stückzahl auch in den Export.

#### Schweden
Der Hiero-Sechszylinder kam nach dem Krieg auch außerhalb eines Nachfolgestaats Österreich-Ungarns zum Einsatz, als Schweden eine Lizenz von den Phönix-Flugzeugwerken zum Nachbau von 30 Mehrzweck-Doppeldeckern des Typs Phönix C.I erhielt (schwedische Bezeichnung: Phönix J.1). Diese Flugzeuge blieben noch bis zum Ende der 1920er-Jahre im Dienst der Flygvapnet, wobei sich die Hiero-Motoren auch hier bewährten.

#### Der Zweizylinder Hiero T ab 1918
Ebenfalls nach dem Krieg, in der nunmehrigen Republik Österreich ab Ende 1918, wurde von der Wiener Firma Warchalowski, Eißler & Co. (ebenfalls einem der Lizenz-Produzenten während des Krieges) wiederum nach einem Entwurf von Otto Hieronimus als letzter Motortyp mit dem Namen Hiero der luftgekühlte zweizylindrige Hiero T (auch: Hiero Typ T) mit je nach Version 35 oder 40 PS bei 1400 min−1 (Trockengewicht 176 kg) für Kleinflugzeuge gebaut. Dieser kleine Motor wurde von den Alliierten nicht beanstandet, da er mit den Kriegsmotoren nichts mehr gemein hatte und für den Einsatz in Militärflugzeugen weder gedacht noch geeignet war. Er trieb noch für einige Jahre vorwiegend Kleinflugzeuge aus österreichischer sowie tschechoslowakischer Produktion an. Der Vertrag von Saint-Germain verbot Österreich zum einen die Herstellung größerer Flugzeugmotoren, zum anderen hätte die geringe Nachfrage nach Flugzeugen ihre Serienproduktion im Übrigen ohnehin nicht wirtschaftlich gemacht. Der Zweizylinder-Hiero blieb daher bis in die 1930er-Jahre der einzige Flugmotor, der serienmäßig in Österreich hergestellt wurde.

## Versionen

### Vor 1914
Vierzylinder-Reihenmotoren:
- Hiero Aeroplanmotor (Hiero 4)

### Erster Weltkrieg (Österreich-Ungarn)
Sechszylinder-Reihenmotoren:
- Hiero E (Hiero 6E)
- Hiero L (Hiero 6L)
- Hiero N (Hiero 6N)

### Nach 1918 (Tschechoslowakei)
Sechszylinder-Reihenmotoren:
- Breitfeld & Danek Hiero L
- Breitfeld & Danek Hiero N

### Nach 1918 (Österreich)
Zweizylinder-Reihenmotoren:
- Hiero T (Hiero Typ T)

## Anwendungen

### Erster Weltkrieg (Österreich-Ungarn)
- Phönix C.I
- Phönix D.I
- Phönix D.II
- Phönix D.III
- UFAG C.I
- LLOYD C.II
- Albatros D.II (Lizenzbau) – Typ 53→ 200 PS
- Albatros D.III (Lizenzbau) – Typ 53.2→ 200 PS, Typ 153&253→ 230 PS

### Nach 1918 (Tschechoslowakei)
- Aero A.14
- Aero A.15
- Letov Š-1
- Letov Š-2 (teilweise auch Maybach Mb IVa mit 260 PS/191 kW)
- Letov Š-5

## Technische Daten
- Bauart: Sechszylinder-Reihenmotor
- Bohrung × Hub: 135 × 180 mm
- Hubraum: 15,40 Liter
- Verdichtung:
  - ab 1915: 7,0:1
  - ab 1917: 7,5:1
- Kühlung: Flüssigkeitskühlung, Zwangsumlauf mit Wasserpumpe und Kühler
- Ventile pro Zylinder: 2
- Ventilsteuerung: Zwei Nockenwellen, Einlassseite OHC/Auslassseite OHV
  - eine obenliegende über Königswelle angetrieben, Betätigung der Einlassventile über kurze einstellbare Stößel
  - eine seitliche links zur Kurbelwelle über Kegelräder angetrieben, Betätigung der Auslassventile über Stoßstangen und Kipphebel
- Gemischaufbereitung:
  - ab 1910: Ein Doppel-Steigstromvergaser
  - ab 1917: Zwei Doppel-Steigstromvergaser
- Leistung:
  - ab 1915: 147 kW (200 PS) bei 1400 min−1
  - ab 1917: 169 kW (230 PS) bei 1500 min−1
- Gewicht (trocken):
  - ab 1915: 316 kg
  - ab 1917: 331 kg
- Kraftstoff: Benzin (mindestens 75 Oktan)